# Rob Holding
Rob Holding, właśc. Robert Samuel Holding (ur. 20 września 1995 w Tameside) – angielski piłkarz występujący na pozycji obrońcy.

## Kariera klubowa
Holding rozpoczął swoją karierę w wieku siedmiu lat w akademii piłkarskiej Boltonu Wanderers. W kolejnych latach piął się po kolejnych szczeblach juniorskiej kariery, aż wreszcie w marcu 2015 roku został wypożyczony do czwartoligowego wówczas Bury. 3 kwietnia tego samego roku zanotował swój debiut w seniorskiej piłce podczas wygranego 2:0 spotkania z Cambridge United. Po zakończeniu sezonu powrócił do Boltonu, w którym zadebiutował 11 sierpnia 2015 roku w przegranym 0:1 meczu Pucharu Ligi Angielskiej z Burton Albion. 23 stycznia 2016 roku podczas wygranego 3:1 spotkania ligowego z Milton Keynes Dons zanotował swoje premierowe trafienie w barwach klubu. 29 kwietnia 2016 roku oficjalnie ogłoszono, że głosami kibiców Boltonu Holding został wybrany Piłkarzem Sezonu 2015/16. Niemniej, klub zakończył rozgrywki Championship w strefie spadkowej i po raz pierwszy od trzynastu lat wylądował w League One.
Latem 2016 roku zainteresowanie Holdingiem zaczął wyrażać Arsenal, który najpierw zaproponował za piłkarza 750 tysięcy funtów, by następnie podwyższyć ofertę do 2 milionów. Ostatecznie, 22 lipca Holding został zawodnikiem Arsenalu, z którym związał się długoterminową umową. W nowym zespole otrzymał numer 16, należący wcześniej do Aarona Ramseya. 14 sierpnia tego samego roku zadebiutował w barwach klubu, wychodząc w podstawowym składzie oraz rozgrywając pełne 90 minut przegranego 3:4 meczu z Liverpoolem.

## Kariera reprezentacyjna
15 maja 2016 roku Holding został powołany do kadry reprezentacji Anglii do lat 21 na Turniej w Tulonie, zajmując miejsce kontuzjowanego Brendana Gallowaya. Osiem dni później zadebiutował w kadrze U-21, wychodząc w podstawowym składzie na wygrany 7:1 mecz z Gwineą. Ostatecznie, Anglia wygrała cały turniej, zaś sam Holding wystąpił w dwóch spotkaniach.

## Statystyki kariery
(aktualne na dzień 16 marca 2020)
| Klub               | Sezon              | Liga               | Liga  | Liga   | Puchar Anglii | Puchar Anglii | Puchar Ligi | Puchar Ligi | Europa | Europa | Inne  | Inne   | Suma  | Suma   |
| Klub               | Sezon              | Liga               | Mecze | Bramki | Mecze         | Bramki        | Mecze       | Bramki      | Mecze  | Bramki | Mecze | Bramki | Mecze | Bramki |
| ------------------ | ------------------ | ------------------ | ----- | ------ | ------------- | ------------- | ----------- | ----------- | ------ | ------ | ----- | ------ | ----- | ------ |
| Bolton Wanderers   | 2014/15            | Championship       | 0     | 0      | 0             | 0             | 0           | 0           | –      | –      | –     | –      | 0     | 0      |
| Bury (wyp.)        | 2014/15            | League Two         | 1     | 0      | 0             | 0             | 0           | 0           | –      | –      | –     | –      | 1     | 0      |
| Bolton Wanderers   | 2015/16            | Championship       | 26    | 1      | 3             | 0             | 1           | 0           | –      | –      | –     | –      | 30    | 1      |
| Arsenal            | 2016/17            | Premier League     | 9     | 0      | 5             | 0             | 3           | 0           | 1      | 0      | –     | –      | 18    | 0      |
| Arsenal            | 2017/18            | Premier League     | 12    | 0      | 1             | 0             | 4           | 0           | 8      | 1      | 1     | 0      | 26    | 1      |
| Arsenal            | 2018/19            | Premier League     | 10    | 0      | 0             | 0             | 1           | 0           | 5      | 0      | –     | –      | 16    | 0      |
| Arsenal            | 2019/20            | Premier League     | 2     | 0      | 2             | 0             | 2           | 1           | 3      | 0      | –     | –      | 9     | 1      |
| Ogólnie w karierze | Ogólnie w karierze | Ogólnie w karierze | 60    | 1      | 11            | 0             | 11          | 1           | 17     | 1      | 1     | 0      | 100   | 3      |

## Sukcesy

### Arsenal
- Puchar Anglii: 2016/17, 2019/20
- Tarcza Wspólnoty: 2017, 2020, 2023

### Reprezentacyjne
- Turniej w Tulonie: 2016

### Indywudalne
- Piłkarz Sezonu Boltonu Wanderers: 2015/16